# 火星三部作
火星三部作（かせいさんぶさく）は、神林長平によるSF小説のシリーズ。『あなたの魂に安らぎあれ』、『帝王の殻』、『膚の下』の三作からなる。

## 概要
月と地球の戦争によって地球が荒廃し、人類が滅亡の危機に立たされた遠未来。地球の復興が完了するまでの250年の間、テラフォーミングによって居住可能になった火星へと移送され、冷凍睡眠下に置かれる事となった人類の、火星への旅立ちから地球への帰還までを描いている。
「火星」三部作となっているが、『あなたの魂に安らぎあれ』は人類の地球への帰還、『膚の下』は人類の地球からの旅立ちと地球復興計画の始まりが描かれており、火星を舞台としているのは『帝王の殻』のみである。
刊行されたのは『あなたの魂に安らぎあれ』（1983年）、『帝王の殻』（1990年）、『膚の下』（2004年）の順番だが、時系列は『膚の下』、『帝王の殻』、『あなたの魂に安らぎあれ』の順となる。なお、『あなたの魂に安らぎあれ』と『帝王の殻』は『膚の下』の刊行に伴って若干の修正が加えられている。

## 既刊一覧
あなたの魂に安らぎあれ
- ハードカバー（1983年、早川書房SFノヴェルズ ISBN 4152004010）
- 文庫（1986年、ハヤカワ文庫 ISBN 4150302154）

帝王の殻
- ハードカバー（1990年、中央公論社 ISBN 4120019020）
- 文庫（1995年、ハヤカワ文庫 ISBN 4150305242）

膚の下
- ハードカバー（2004年、早川書房 ISBN 4152085614）
- 文庫（上下巻）（2007年、ハヤカワ文庫 ISBN 4150308810（上） ISBN 4150308829（下））